# اماث دييدهيو
اماث دييدهيو (بالفرنسية: Amath Diedhiou)‏ (19 نوفمبر 1989 بداكار في السنغال - ) هو لاعب كرة قدم سنغالي وفرنسي في مركز الهجوم. لعب مع فيمليكافيلاغ هافنارفيارذار ونادي شريف تيراسبول ونادي كويفيلي وLeiknir Reykjavík ‏ وJA Drancy ‏.

## روابط خارجية
- اماث دييدهيو على موقع قاعدة بيانات كرة القدم.إي يو (الإنجليزية)
- اماث دييدهيو على موقع Soccerway.com (الإنجليزية)
- اماث دييدهيو على موقع عالم كرة القدم.نت (الإنجليزية)